# Erika Böhm-Vitense
Erika Böhm-Vitense (Stockelsdorf, Schleswig-Holstein, 3 de junho de 1923 – Seattle, Washington, 21 de janeiro de 2017) foi uma astrônoma teuto-estadunidense. É conhecida por seu trabalho sobre cefeidas e atmosferas estelares.
Erika Vitense estudou física a partir de 1943 na Universidade de Tübingen, seguindo em 1945 para a Universidade de Kiel, onde estudou com Albrecht Unsöld, obtendo um doutorado em 1951. Por seu trabalho Über die mittleren Zustandsgrößen der Sternatmosphären als Funktion von Effektivtemperatur und Leuchtkraft recebeu um prêmio pela malhor tese de doutorado. Foi professsora emérita da Universidade de Washington, afiliada desde 1968 ao Departamento de Astronomia.  Böhm-Vitense recebeu o Prêmio Annie J. Cannon de Astronomia de 1965 da American Astronomical Society e a Medalha Karl Schwarzschild de 2003.

## Obras
- Introduction to Stellar Astrophysics, 3 Volumes, Cambridge University Press, 1989, ISBN 0-521-34869-2